# Celonites abbreviatus
Espèce
Synonymes
- Chrysis dubia (Rossi, 1790)
- Cimbex vespiformis (Olivier, 1790)
- Masaris apiformis (Fabricius, 1793)
- Vespa abbreviata (Villers, 1789)

Celonites abbreviatus est une espèce d'insectes de l'ordre des hyménoptères, de la famille des Vespidae, de la sous-famille Masarinae et du genre Celonites. C'est une guêpe solitaire potière.

## Description
Celonites abbreviatus mesure de 5 à 6 millimètres de long, sans distinction sexuelle. Ses antennes sont épaissies en forme de massue et ses sternites aplatis. Sa coloration est particulièrement variable allant du noir au jaune clair en passant par une couleur ferrugineuse. Ces différentes formes cohabitent, de sorte qu'il n'est pas possible de déterminer des sous-espèces.

## Écologie

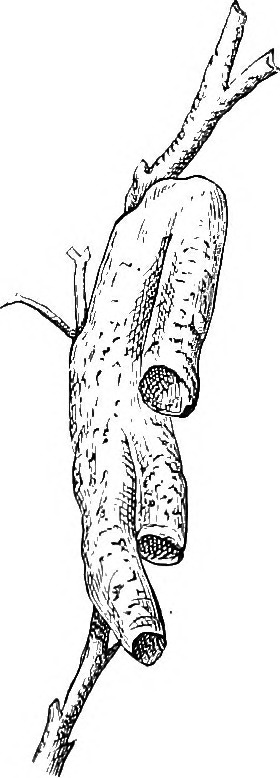
Nid construit par Celonites abbreviatus.

La femelle Celonites abbreviatus construit des nids de boue séchés, fixés sur des pierres. L'emplacement adopté est toujours propre, exempt de terre, de mousse ou de lichens et la roche sur laquelle ils sont accrochés n'est pas friable. Les cellules (autour de 10) sont en forme de tubes disposés bout à bout verticalement (plus rarement horizontalement), leur ouverture se situant au niveau de l'extrémité basse. L'ensemble forme des rangées l'une près de l'autre rappelant la disposition des tuyaux d'orgue. Les parois de ces cellules, bien que résistantes, sont très minces et malgré les aspérités de la roche, l'intérieur est particulièrement rectiligne. Chacun de ces tubes reçoit un œuf collé au plafond puis est rempli de pelotes de pain d'abeille, composées de pollen et de nectar. Enfin, le nid est fermé d'une couche d'argile laissant apparaître une légère ouverture. Les larves se nymphosent la tête en bas.
Les femelles affectionnent particulièrement les Lamiacées. Elles ont été aperçues sur Acinos arvensis, Ballota sp., Origanum vulgare, Prunella grandiflora, Salvia officinalis, Stachys cretica, Thymus sp, Calamintha nepeta, Nepeta cataria, Satureja sp., et Teucrium montanum. Sont également répertoriées quelques plantes n'appartenant pas aux Lamiacées telles que Echium sp, Erodium cicutarium et Sedum reflexum. En appuyant et en frottant les anthères de leurs étamines avec son front, la femelle recueille le pollen dans ses poils. Une fois peigné grâce aux franges de ses tarses, elle stocke le pollen avec le nectar dans son jabot social.
Les adultes ont un comportement particulier, ils passent la nuit enroulés autour de tiges en formant un anneau complet. Ils peuvent parfois se rassembler sur une même zone, voire sur une même brindille.

## Distribution
Celonites abbreviatus est présente en Afrique du Nord, et dans le Sud de l'Europe avec pour limite septentrionale le Sud de l'Allemagne et limite orientale la Turquie. En Ukraine, une sous-espèce a été différenciée (Celonites abbreviatus tauricus Kostylev, 1935) puis a récemment été élevée au rang d'espèce (Celonites tauricus Kostylev, 1935). Celonites abbreviatus est très rare en Europe continentale et plus courante sur la zone méditerranéenne. Elle affectionne les microclimats chauds des falaises rocheuses où la végétation est rase. Elle est univoltine et vole de fin mai à fin septembre en France,.